# Leslie Harvey

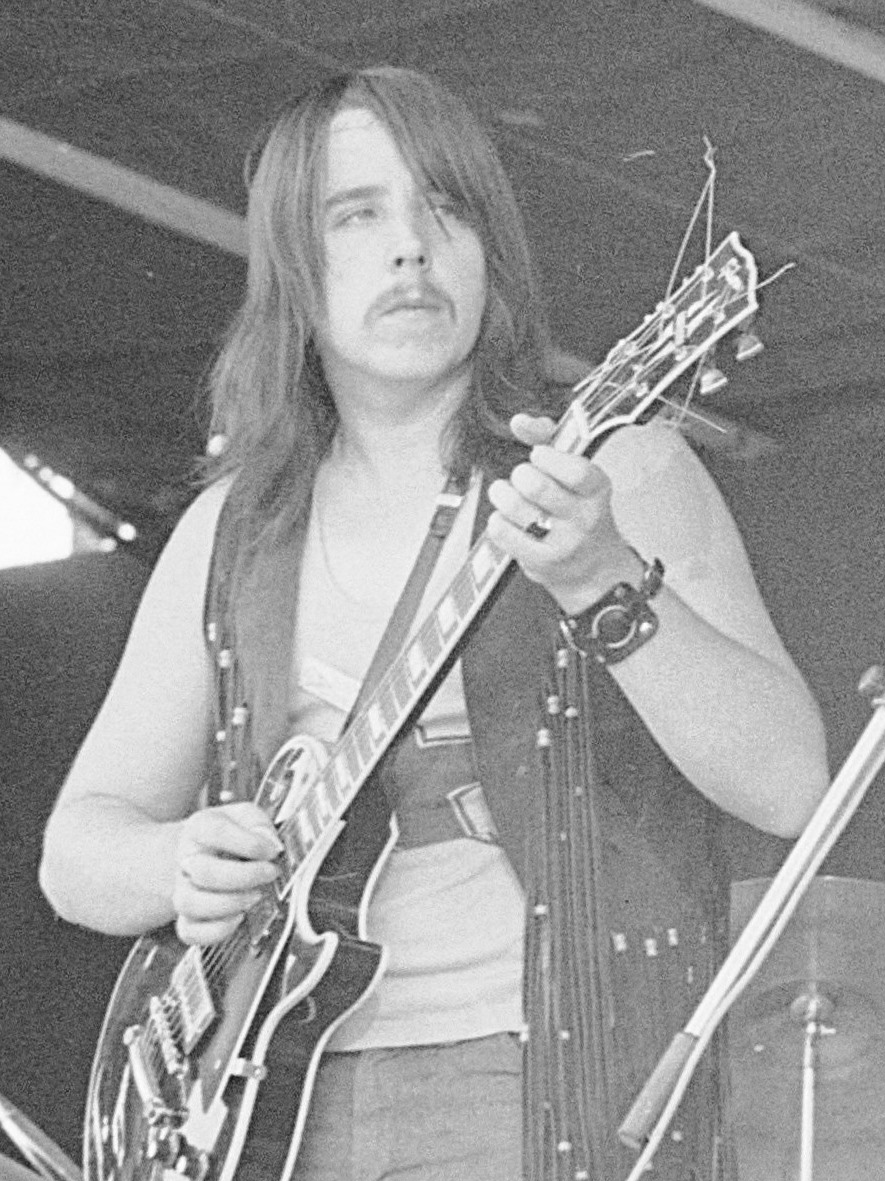
Les Harvey (1970)

Leslie „Les“ Cameron Harvey (* 13. September 1944 in Glasgow, Schottland; † 3. Mai 1972 in Swansea, Wales) war ein schottischer Gitarrist und Mitbegründer der Rockband Stone the Crows.

## Leben
Harvey spielte im Alter von 16 Jahren in der Band seines älteren Bruders Alex Harvey. 1969 gründete er mit Maggie Bell die Gruppe Stone the Crows.
Am 3. Mai 1972 starb Leslie Harvey an den Folgen eines elektrischen Schlages, den er sich bei Proben zu einem Auftritt in Swansea an einem ungeerdeten Mikrofon zugezogen hatte. Er war 27 Jahre alt.